# Rodolfo Irago
Rodolfo Irago Fernández (Vigo, 1966) es un periodista español, que ha desarrollado buena parte de su carrera en la Cadena SER.

## Biografía
Estudió Periodismo en la Facultad de Ciencias de la Información de la Universidad Complutense de Madrid. Empezó a trabajar en la Cadena SER en 1987 en los servicios informativos de Radio Ferrol. En 1989 se incorporó a la redacción central de la SER en Galicia, a la emisora Radio Galicia en Santiago de Compostela. En enero de 1994 fue nombrado director de informativos de la SER en Galicia, cargo que ocupó hasta septiembre de 2000. Entonces se trasladó a la redacción central de esta emisora en Madrid y a principios de 2001 asumió la subdirección de informativos de la Cadena SER.
En octubre de 2004 es nombrado director de informativos de la Cadena SER en sustitución de Daniel Anido. Durante esta etapa los informativos de la SER continuaron siendo líderes de la radio en España. En 2010 recibió el premio José Couso de Libertad de Prensa junto con Daniel Anido.
En diciembre de 2009 fue condenado junto a Daniel Anido por difundir un listado de las afiliaciones irregulares del Partido Popular que también fue publicado en internet. Sin embargo, después de recurrir ante la Audiencia Provincial de Madrid, fue absuelto en junio de 2010. El 24 de febrero de 2011 fue sustituido en la cadena SER por Antonio Hernández-Rodicio Romero. Poco después fue nombrado jefe de los servicios de comunicación del Partido Socialista Obrero Español (PSOE) y en 2014 fue nombrado miembro del gabinete de prensa del PSOE en el Congreso de los Diputados. En 2020 trabaja y colabora para distintos medios y participa en varios programas de televisión.